# Orectanthe
Orectanthe es un género de plantas con flores perteneciente a la familia  Xyridaceae. Comprende dos especies.

## Especies
- Orectanthe ptaritepuiana
- Orectanthe sceptrum